# Гроотберг
Гро́отберг — столовые горы в Дамараленде, регионе Кунене, в Намибии. Эти горы достигают 1640 м в высоту. Гора — вулканического происхождения и образует открытое, U-образное плато в каньоне Клип-Ривьер (Klip Rivier) по направлению на юг. Клип является левым притоком реки Угаб.
Гроотберг находится в 80 км от деревни Каманжаб, на территории Гроотберг Лодж.
Через горы Эронго можно добраться до долины Твифелфонтейн.

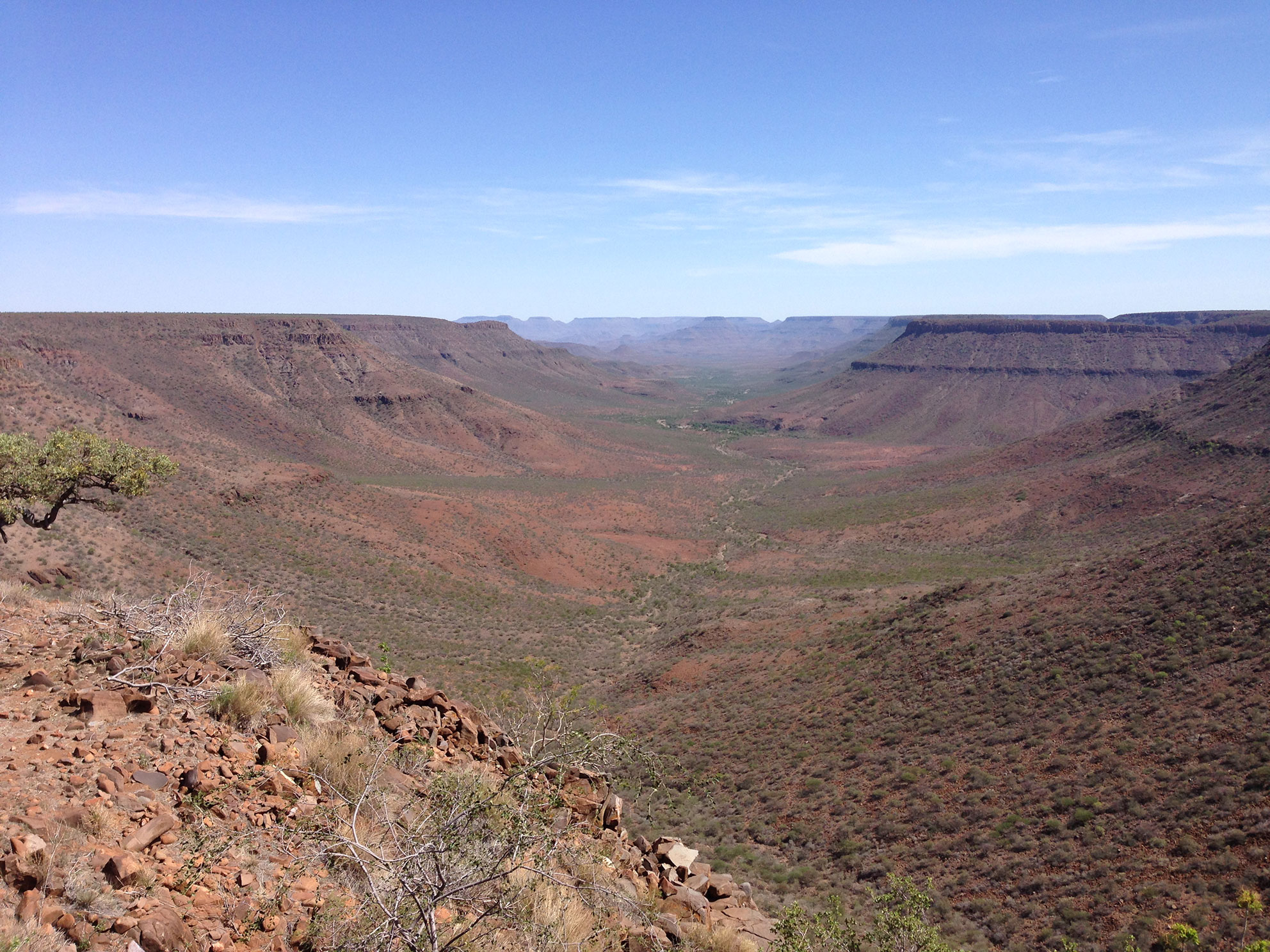
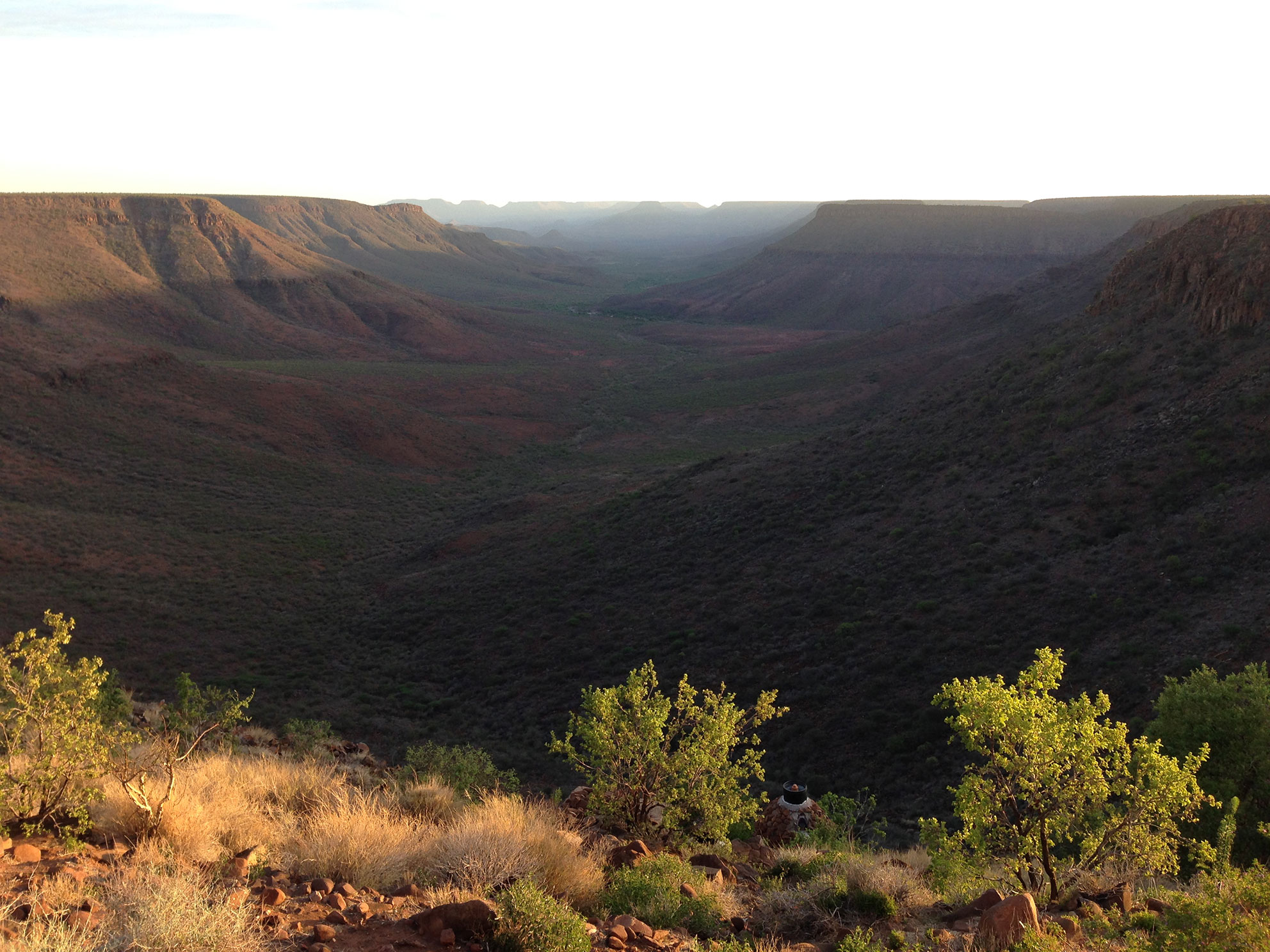